# الجزائر في كأس الأمم الإفريقية 2017
هذا المقال عن مشاركة منتخب الجزائر لكرة القدم في كأس الأمم الأفريقية لكرة القدم 2017 التي نظمت في الغابون 2017.

## المنتخب الحالي
هذه قائمة اللاعبين الذين اختارهم الناخب للمشاركة في المنافسة :
- حراس المرمى : مليك عسله - رحماني شمس الدين - رايس مبولحي .
- خط الدفاع : هشام بلقروي - رامي بن سبعيني - محمد بن يحيى - فوزي غلام - عيسى ماندي - كادامورو - محمد ربيع - جمال مصباح - مختار بلخيتر .
- خط الوسط : مهدي عبيد - نبيل بن طالب - عدلان قديورة - سفير تايدر - ياسين براهيمي - رشيد غزال .
- خط الهجوم : إسلام سليماني - هلال سوداني - رياض محرز - سفيان هاني - بغداد بونجاح .

## المنافسة

### الدور الأول - المجموعة B
أوقعت قرعة كأس الأمم الأفريقية لكرة القدم 2017 المنتخب الجزائري في المجموعة B رفقة منتخبات السنغال وتونس وزيمبابوي.
| م | الفريق   | لعب | ف | ت | خ | أ.له | أ.ع | أ.ف | نقاط | التأهل                       |
| - | -------- | --- | - | - | - | ---- | --- | --- | ---- | ---------------------------- |
| 1 | السنغال  | 3   | 2 | 1 | 0 | 6    | 2   | +4  | 7    | يتقدم إلى مرحلة خروج المغلوب |
| 2 | تونس     | 3   | 2 | 0 | 1 | 6    | 5   | +1  | 6    | يتقدم إلى مرحلة خروج المغلوب |
| 3 | الجزائر  | 3   | 0 | 2 | 1 | 5    | 6   | −1  | 2    |                              |
| 4 | زيمبابوي | 3   | 0 | 1 | 2 | 4    | 8   | −4  | 1    |                              |

| الجزائر       | 2–2   | زيمبابوي                            |
| ------------- | ----- | ----------------------------------- |
| محرز 12'، 82' | تقرير | - ماهاتشي 17' - موشيكوي 29' (ركلة.) |

| تونس | 0–2   | السنغال                         |
| ---- | ----- | ------------------------------- |
|      | تقرير | - ماني 10' (ركلة.) - مبودجي 30' |

| الجزائر    | 1–2   | تونس                                       |
| ---------- | ----- | ------------------------------------------ |
| هاني 90+2' | تقرير | - ماندي 50' (ضد مرماه) - سليتي 66' (ركلة.) |

| السنغال                | 2–0   | زيمبابوي |
| ---------------------- | ----- | -------- |
| - ماني 9' - سايفيت 13' | تقرير |          |

| السنغال             | 2–2   | الجزائر          |
| ------------------- | ----- | ---------------- |
| - ديوب 43' - سو 53' | تقرير | سليماني 10'، 52' |

| زيمبابوي                 | 2–4   | تونس                                                       |
| ------------------------ | ----- | ---------------------------------------------------------- |
| - موسونا 42' - ندورو 58' | تقرير | - سليتي 9' - المساكني 22' - الخنيسي 36' - خزري 45' (ركلة.) |

أقصي المنتخب الجزائري من الدور الأول بعد احتلاله المركز الثالث